# Phoenix RoadRunners (ECHL)
Die Phoenix RoadRunners waren eine Eishockeymannschaft in der ECHL. Sie spielten in Phoenix, Arizona, USA im US Airways Center. Seit der Saison 2007/08 waren sie das Farmteam des NHL-Clubs San Jose Sharks und arbeiteten zudem mit den Worcester Sharks aus der AHL zusammen.

## Geschichte

### Eishockey in Arizona
Das erste professionelle Eishockeyteam im US-Bundesstaat Arizona wurde bereits 1967 angesiedelt und spielte schon damals unter dem Namen Phoenix Roadrunners in der Western Hockey League. Die Roadrunners nahmen bis einschließlich der Saison 1973/74 am Spielbetrieb der WHL teil, ehe sie um Aufnahme in die World Hockey Association baten, nachdem sie 1973 und 1974 den Patrick Cup, die Meisterschaft der WHL, gewonnen hatten und sich die gesamte Liga auflöste. Von Beginn der Saison 1974/75 bis zum Ende der Spielzeit 1976/77 spielten die Roadrunners dann in der WHA, konnten dabei aber keine nennenswerten Erfolge feiern und lösten sich nach der letzten Spielzeit komplett auf.
Erst 1989 wurden die Roadrunners wieder ins Leben gerufen und spielten bis 1997 in der International Hockey League und von 1997 bis 2001 in der West Coast Hockey League, ehe es zur erneuten Auflösung kam. Unterdessen war 1995 mit den Phoenix Coyotes auch ein Franchise der National Hockey League in den Staat gekommen, das zuvor als Winnipeg Jets in Kanada beheimatet war.

### Erneute Ansiedlung der RoadRunners in Phoenix
Zur Saison 2005/06 der ECHL siedelte man erneut ein Team unter dem Namen RoadRunners in Phoenix an. Als Initiatoren waren unter anderem Robert Sarver, der Besitzer der Phoenix Suns aus der National Basketball Association, und Claude Lemieux, ein ehemaliger NHL-Spieler, in Aktion getreten. Nach einer schwachen Auftaktsaison mit viel Verletzungspech, in der lediglich 20 Siege in insgesamt 72 Spielen gelangen, qualifizierte sich die Mannschaft in der Saison 2006/07 erstmals für die Playoffs, schieden aber in der ersten Runde gegen die Las Vegas Wranglers in vier Spielen aus. Zu Beginn der Saison war man ein Engagement als Farmteam mit den Phoenix Coyotes eingegangen, das am Saisonende jedoch nicht erneuert wurde.
Vor Beginn der Saison 2007/08 gingen sie mit den San Jose Sharks aus der National Hockey League ein neues ein Farmteam-Engagement ein. Dies beinhaltete auch eine Zusammenarbeit mit den Worcester Sharks aus der American Hockey League.

## Saisonstatistik
| Saison  | GP  | W   | L   | T | OTL | SOL | Pts | GF  | GA   | PIM  | Platz    | Playoffs                                                                            |
| 2005/06 | 72  | 20  | 47  | — | 1   | 4   | 45  | 156 | 263  | 1903 | 6., West | nicht qualifiziert                                                                  |
| 2006/07 | 72  | 27  | 40  | — | 2   | 3   | 59  | 201 | 255  | 1847 | 4., West | Niederlage im Conference Viertelfinal, 0:4 (Las Vegas)                              |
| 2007/08 | 72  | 24  | 39  | — | 5   | 4   | 57  | 208 | 265  | 1563 | 5., West | nicht qualifiziert                                                                  |
| 2008/09 | 72  | 30  | 37  | — | 2   | 3   | 65  | 200 | 246  | 1627 | 5., West | nicht qualifiziert                                                                  |
| Gesamt  | 288 | 101 | 163 | — | 10  | 14  | 226 | 765 | 1029 | 6940 |          | 1 Playoff-Teilnahme 1 Serie: 0 Siege, 1 Niederlage 4 Spiele: 0 Siege, 4 Niederlagen |